# Pinpoon
株式会社pinpoon（ピンポン）は、テレビ番組のバラエティ・ドラマの音響効果・選曲を行う制作プロダクションである。

## 会社概要

### 所在地
- 〒107-0062　東京都港区南青山6-7-8 ファーロ南青山802

### 役員
- 代表取締役：岩下康洋

## 主な作品

### テレビ番組
レギュラー番組
- たけしのニッポンのミカタ!（2010年8月 - 2021年3月、テレビ東京系列）
- 極上空間（2011年4月 - 2021年3月、BS朝日）
- ボクらの時代（2007年4月 - 、フジテレビ系列）
- 京都ぶらり歴史探訪（2016年4月12日 - 、BS朝日）
- 尾上松也の古地図で謎解き! にっぽん探究 （2015年10月 - 2017年3月29日、BS11）
- ワイルドネイチャー いきもの大紀行 （2016年4月 - 、BS朝日）
- 飯尾和樹のずん喫茶（2021年10月17日 - BSテレ東）
- あなたの知らない京都旅 ～1200年の物語（2023年4月6日 - 、BS朝日）
- 岩井 狩野 えびちゅうの推しかるちゃー（2024年4月30日深夜 - 、毎日放送）

連続ドラマ
- DOCTORS 最強の名医（2011年10月期クール、テレビ朝日系列）
- DOCTORS2〜最強の名医〜（2013年7月期クール、テレビ朝日系列）
- DOCTORS3〜最強の名医〜（2015年1月期クール、テレビ朝日系列）
- グッドパートナー 無敵の弁護士（2016年4月期クール、テレビ朝日系列）
- 黒革の手帖（2017年、テレビ朝日/アズバーズ）
- ラストチャンス 再生請負人（2018年、テレビ東京/アズバーズ）
- 健康で文化的な最低限度の生活（2018年、カンテレ）
- おっさんずラブ（2018年、テレビ朝日）
- 1ページの恋（2019年、AbemaTV/九州朝日放送）
- ケイジとケンジ〜所轄と地検の24時〜（2020年、テレビ朝日/アズバーズ）
- 月曜プレミア8 ドラマスペシャル 堂場瞬一サスペンス ラストライン 刑事 岩倉剛（2020年、テレビ東京/アズバーズ）
- 刑事アフター5（2020年10月1日、テレビ朝日/松竹）
- おっさんずラブ-in the sky-（2019年放送）
- 漂着者（2021年、テレビ朝日/アズバーズ）
- おっさんずラブ-in the sky-〜ゆく年くる年SP〜（2019年12月24日・25日配信）
- あのときキスしておけば（2021年放送）
- ワタシってサバサバしてるから（2023年、NHK）
- 星降る夜に（2023年放送）
- unknown（2023年放送）
- DIVE!!（2021年、テレビ東京）
- 古見さんは、コミュ症です。（2021年、NHK）
- わたしの夫は--あの娘の恋人（2023年、テレビ大阪）
- おっさんずラブ-リターンズ-（2024年、テレビ朝日）
- しょせん他人事ですから 〜とある弁護士の本音の仕事（2024年7月19日 - 9月13日、テレビ東京）

スペシャルドラマ
- 示談交渉人甚内たま子裏ファイル1・3・4（2001年 - 、TBS/ジョーカー）
- 京都喰い道楽 古本屋探偵ミステリー1・2（2002年 - 、フジテレビ/大映テレビ）
- こちらお客様相談室 クレーム1!（2005年、フジテレビ/アズバーズ）
- 小悪魔な女になる方法（2005年、関西テレビ/アズバーズ）
- 京都南署鑑識ファイル1・2・3（2005年、テレビ朝日/アズバーズ）
- 美貌のメス 脳神経外科医・津山慶子（2007年、日本テレビ/ホリプロ）
- くうねるところすむところ〜恋するニッカボッカ・ガール〜（2007年、関西テレビ/アズバーズ）
- ありがとう!チャンピイ（2008年、フジテレビ/アズバーズ）
- 福家警部補の挨拶（2009年、NHK/メディアプルボ）
- ハンサム★スーツ THE TV（2009年、関西テレビ/ホリプロ）
- 女かけこみ寺 刑事・大石水穂2（2009年、テレビ東京/ホリプロ）
- 逆送致（2010年、フジテレビ）
- 司法教官・穂高美子（2011年 - 、テレビ朝日/松竹）
- 福家警部補の挨拶〜オッカムの剃刀〜（NHK、NHK G、メディアプルポ　2009年1月）
- 司法教官・穂高美子（テレビ朝日、松竹、松竹撮影所東京スタジオ、ANN系列全国ネット　2011年9月、土曜ワイド劇場枠）
- 司法教官・穂高美子2（テレビ朝日、松竹、松竹撮影所東京スタジオ、ANN系列全国ネット　2012年9月、土曜ワイド劇場枠）
- ドラマスペシャル DOCTORS 最強の名医（テレビ朝日、ANN系列全国ネット　2013年6月）
- 司法教官・穂高美子3（テレビ朝日、松竹、松竹撮影所東京スタジオ、ANN系列全国ネット　2014年5月、土曜ワイド劇場枠）
- 京都南署鑑識ファイルシリーズ（2005年 - 、テレビ朝日、土曜ワイド劇場枠）
- 切り裂きジャックの告白 〜刑事 犬養隼人〜（2015年、ABCテレビ/泉放送制作）
- 年の瀬恋愛ドラマ 第1夜「緊Q不倫速報」（2016年、テレビ朝日）
- 恋と就活のダンパ（2019年、NHK BSプレミアム）
- 月曜プレミア8 ドラマスペシャル 堂場瞬一サスペンス ラストライン 刑事 岩倉剛（2020年、テレビ東京/アズバーズ）
- 刑事アフター5（2020年10月1日、テレビ朝日/松竹）

### 映画
- 逃亡くそたわけ 21歳の夏（2007年）
- 劇場版 おっさんずラブ 〜LOVE or DEAD〜（2019年）